# François Spirito
François Spirito (Itri, 22 gennaio 1900 – Tolone, 9 ottobre 1967) è stato un criminale italiano naturalizzato francese.

## Biografia
All'età di 12 anni aveva già un precedente di polizia per furto. L'anno seguente andò a vivere da solo e francesizzò il suo nome in François. Faceva parte di una banda di minorenni che terrorizzava e rubava nel porto. A 15 anni Spirito iniziò a lavorare per un gangster chiamato Antoine La Rocca, venendo coinvolto in rapine a mano armata e nella tratta delle bianche.
Nel 1913, mentre su mandato di La Rocca si trovava ad Alessandria d'Egitto per questioni legate alla tratta delle bianche, Spirito salvò Paul Carbone, un malavitoso còrso che viveva a Marsiglia. Tre protettori rivali avevano infatti rapito Carbone e lo avevano lasciato sepolto fino al collo nella sabbia del deserto. Spirito e Carbone strinsero un'amicizia e un legame che durò tutta la vita.
Una volta ripresosi, Carbone volle lasciare l'Egitto e convinse Spirito ad andare con lui a Shanghai. Qui i due furono coinvolti nel contrabbando di oppio. Questa attività durò circa un anno, fino allo scoppio della prima guerra mondiale, quando i due tornarono in Francia per arruolarsi.
Dopo aver lavorato come garzone in un caffè, poi diventa sommozzatore, prima di prestare il servizio militare nel 1920 con il 7° del Genio. Negli anni Venti diventa amico e collaboratore di Paul Carbone. I due divennero amici in Egitto e Spirito divenne e rimase il più fedele alleato di Carbone. Divennero figure chiave della malavita marsigliese degli anni '30 e '40, controllando la prostituzione, le estorsioni e il traffico dell'oppio e dell'eroina. Nel 1939 fu accusato a Boston di aver contrabbandato 100 kg di oppio a bordo della SS Exeter.
I due avevano legami con gli ambienti politici e imprenditoriali, in particolare con Simon Sabiani, vicesindaco di Marsiglia dal 1929 al 1935, che aveva aderito al Partito Popolare Francese (PPF) di Jacques Doriot dopo essere stato un attivista del Partito di Unità Proletaria, situato tra la SFIO e il PCF. Insieme a Paul Carbone, utilizzarono i loro uomini per dare la caccia ai comunisti nel porto di Marsiglia. Spirito era soprannominato Lydro per le tracce di vaiolo e Beau Ficelle per la sua stazza e la sua eleganza.
Nel marzo 1934 lui e Carbone furono coinvolti, e poi rapidamente scagionati, nell'omicidio del consigliere della Corte d'Appello Albert Prince, che stava indagando sull'affare Stavisky. Il loro ritorno a Marsiglia, orchestrato dal deputato Sabiani, fu trionfale.
Durante la seconda guerra mondiale, entrambi collaborarono con gli occupanti tedeschi per interesse personale. Mentre Carbone morì nel deragliamento di un treno perpetrato dalla Resistenza francese nel dicembre 1943, Spirito, poco prima della Liberazione, fuggì in Spagna, poi in America Latina e infine negli Stati Uniti, dove trafficò in eroina, creando la famosa French Connection. Arrestato a New York per traffico di droga, scontò due anni nel carcere di Atlanta. Fu quindi espulso dagli Stati Uniti ed estradato in Francia, dove avrebbe dovuto essere processato per la sua collaborazione durante gli anni della guerra, ma il processo non ebbe mai luogo.
Nel 1954 la Corte d'Assise dell'Eure-et-Loir lo assolse dall'accusa di rapina a mano armata commessa nel 1943 ai danni del casaro Rivet di Cherisy, riconoscendo che non vi erano prove a suo carico.